# Dom Śląski w Krakowie
Dom Śląski – zabytkowa kamienica znajdująca się w Krakowie, w dzielnicy V przy ulicy Królewskiej 1, na rogu z ulicą Pomorską 2–4,  na Nowej Wsi.

## Historia
Budowa Domu Śląskiego była inicjatywą Związku Obrony Kresów Zachodnich. Parcela pod inwestycję została przekazana nieodpłatnie przez miasto Kraków, zaś pieniądze na budowę pochodziły z funduszy pozostałych po akcji plebiscytowej na Górnym Śląsku. Projekt gmachu sporządził w 1931 architekt Józef Rybicki. Wzniesiono go w latach 1932–1937. Kierownikiem budowy był Ludwik Wojtyczko, który często jest błędnie podawany jako projektant budynku. Budowla miała wielofunkcyjny charakter. Mieściły się tu mieszkania, do których wejście prowadziło od ulicy Królewskiej, jak i część usługowa z bursą dla studentów, domem wycieczkowym, stołówką, biurami, biblioteką, salami wykładowymi i salą kinową, do której wejście umieszczono od ulicy Pomorskiej.
13 września 1939 budynek został zajęty przez niemieckie władze okupacyjne i przekazany na siedzibę komendy Sicherheitspolizei (Policji Bezpieczeństwa) i Sicherheitsdienst (SD). W piwnicach zorganizowano areszt tymczasowy Gestapo, natomiast na pierwszym i drugim piętrze sale przesłuchań.
Po wojnie gmach stał się siedzibą Ligi Obrony Kraju. Mieściło się w nim kino (od 1937 "LOPP", potem, do 1994 "Wolność") i dom studencki uczelni artystycznych. W budynku znajdowało się także kasyno milicyjne. Po drugiej stronie ul. Królewskiej miały siedziby milicja oraz Służba Bezpieczeństwa. Od 1981 znajduje się w nim oddział „Ulica Pomorska” Muzeum Historycznego Miasta Krakowa.
W 1975 roku na fasadzie budynku, od strony ul. Pomorskiej, odsłonięto tablicę pamiątkową upamiętniającą ofiary Gestapo.
9 grudnia 1997 kamienica została wpisana do rejestru zabytków. Znajduje się także w gminnej ewidencji zabytków.

## Architektura
Budynek składa się z czterech skrzydeł otaczających wewnętrzny dziedziniec, z czego dwa mają elewacje frontowe. Ma pięć kondygnacji. 
Gmach reprezentuje styl funkcjonalistyczny w jego wczesnej formie. Bryła budynku jest dynamiczna i zróżnicowana. Narożnik został zaokrąglony i podkreślony uskokami. Parter został potraktowany cokołowo i obłożony ciemnym klinkierem. W kondygnacji tej od strony ulicy Królewskiej zaprojektowano filarowe podcienia z wejściem do części mieszkalnej. Elewacja wyższych kondygnacji została podzielona horyzontalnie poprzez umieszczenie okien w klinkierowych pasach. Na pierwszym piętrze narożnika znajdowała się pierwotnie loggia, która została zabudowana po II wojnie światowej.
Klatka schodowa części mieszkalnej została ozdobiona eleganckimi detalami z opartowską posadzką i stylizowanymi skrzynkami pocztowymi

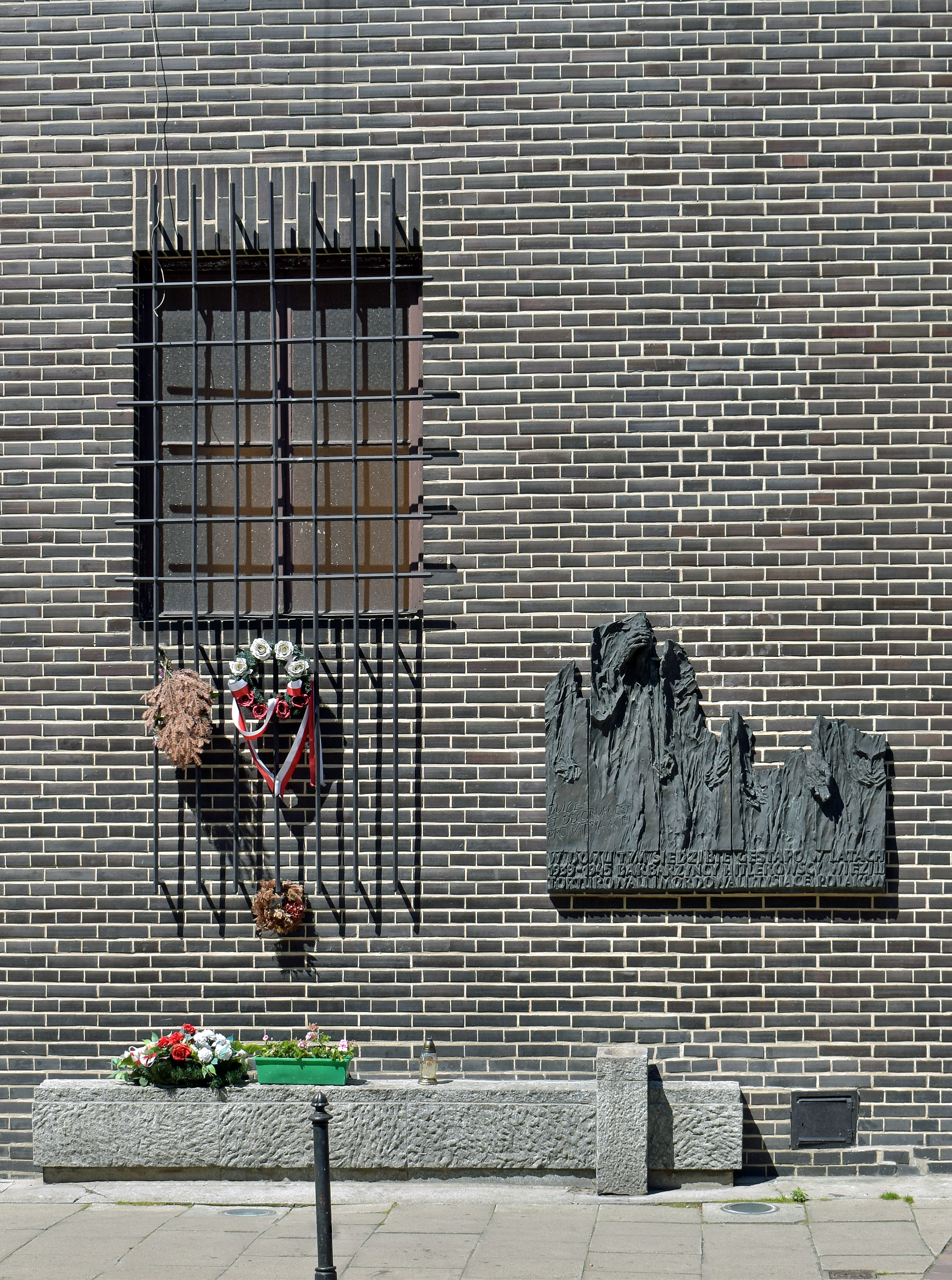
Tablica pamiątkowa poświęcona Ofiarom Gestapo.